# Mordechaj Elijahu
Mordechaj Elijahu (hebr. ‏מרדכי אליהו‎, ur. 3 marca 1929 w Jerozolimie, zm. 7 czerwca 2010 tamże) – izraelski rabin, sefardyjski naczelny rabin Izraela w latach 1983–1993.

## Życiorys
Syn rabina i kabalisty Salmana Elijahu oraz Mazel, siostry rabina Jehudy Cadki. Jego ojciec zmarł w 1940 roku. Z powodu wczesnej śmierci ojca, w dzieciństwie żył w ubóstwie.
W młodości podjął studia w jesziwie Porat Josef. Podczas I wojny izraelsko-arabskiej i bitew o Jerozolimę przebywał w mieście, według opowieści nie przerywał studiów nad Gemarą nawet podczas oblężenia. Następnie podjął naukę u rabina Jicchaka Nissima, późniejszego naczelnego rabina Izraela. Poślubił Cewię Talitę, córkę rabina Nissina Dawida Ezrana.
W 1950 roku był jednym z założycieli organizacji terrorystycznej Brit HaKanaim, która postulowała utworzenie w Izraelu państwa teokratycznego opartego na halasze. W związku z działalnością grupy, 14 maja 1951 roku został aresztowany. Niedługo przed jego aresztowaniem grupa planowała przeprowadzić zamach z użyciem granatów na Kneset. W procesie został następnie skazany na 10 miesięcy więzienia.
Od 1960 roku był członkiem sądu rabinicznego w Beer Szewie, a następnie w Jerozolimie. Był najmłodszym dajanem w historii oraz otwartym przeciwnikiem rabina Owadii Josefa.
W 1980 roku został wybrany sefardyjskim naczelnym rabinem Izraela, jego aszkenazyjskim odpowiednikiem był Awraham Szapira. Stanowisko to pełnił do 1993 roku. Był uważany za duchowego przywódcę syjonizmu religijnego, patrona osiedli żydowskich oraz jednego z twórców ruchu Chardal. Współpracował z Meirem Kahane, doradzał również politykom Likudu, a o jego wsparcie i błogosławieństwo zabiegał m.in. Menachem Begin przed operacją Opera.
Zmarł po długiej chorobie, 7 czerwca 2010 roku. Został pochowany na cmentarzu Har ha-Menuchot.